# Conus tessellatus
Conus tessellatus é uma espécie de gastrópode do gênero Conus, pertencente à família Conidae.